# 琴慈
琴慈（日语： Kotoji，6月9日—），日本漫畫家、插畫家、同人作家。女性。O型血。出身於熊本縣。

## 來歷
高中時期在《月刊GFantasy》（艾尼克斯出版社）（現史克威爾艾尼克斯）上首次亮相。由於她使用了本名，所以目前沒有被透露。
有一段時間，她在同一家出版社出版的雜誌上為一般大眾繪製短篇漫畫，但她將寫作作為一種愛好並作為同人活動，並停止了商業活動。
後來，她被發掘開始為成人觀眾創作漫畫和插圖，之後又恢復商業活動，為一般大眾創作漫畫和插圖。

## 作品列表

### 漫畫
一般漫畫
- 《千金女與窮學生的親蜜接觸》 《COMIC SUMOMO（日语：COMICすもも）》連載，雙葉社〈ACTION COMICS〉，全2冊
  1. 2012年10月12日發行[3] ISBN 978-4-575-84143-5
  2. 2013年8月10日發行[4] ISBN 978-4-575-84271-5
- 《農林Petit》 《月刊BIG GANGAN》連載，史克威爾艾尼克斯
輕小說《農林》（白鳥士郎）改編的外傳漫畫。
- 《Miracle♪Miku》 《Pucchigumi》連載，小學館
兒童向初音未來的外傳漫畫。名義連載。
- 《Anne Happy♪》 《Manga Time Kirara Forward》連載，芳文社
- 《精靈小姐的難熬日常（日语：精霊さまの難儀な日常）》 《Manga Time Kirara Carat》連載，芳文社[5]

成人漫畫
- 《魔法触手爆乳御姐巫女》 Kill Time Communication（日语：キルタイムコミュニケーション）〈二次元Dream Magazine（日语：二次元ドリームマガジン）〉，2012年5月18日發行[6] ISBN 978-4-7992-0253-1

### 插圖
- 電擊萌王2008年6月號「大人的萌王」（彩色插圖）
- 萌萌三國志辭典（美少女版周瑜彩色插圖）
- 電擊萌王2009年8月號「大人的萌王」（美少女彩色插圖）
- P Flirt vol.2（彩色插圖1枚）
- 世界Summoner組合（卡片遊戲彩色插圖）
- 幕末☆維新傳（2010年夏季漫畫市場企業展書籍特邀彩色插圖）
- 劍與魔法與學園。3D（日语：剣と魔法と学園モノ。3D）（小冊子附錄特邀彩色插圖）
- 魔法少女小圓 the illustrated book（彩色插圖）
- 花舞少女 漫畫選集1（封底彩色插圖）
- Manga Time Kirara Asobi 2013（《Anne Happy♪》插圖）
- Manga Time Kirara Asobi 2014（《Anne Happy♪》插圖）
- 請問您今天要來點兔子嗎？（動畫再放送第9話片尾插圖）
- 學園孤島（電視動畫化紀念，官方應援插圖企劃彩色插圖）
- 三者三葉（動畫第2話片尾插圖）
- Anne Happy♪（動畫第12話片尾插圖）

### 遊戲
- 閃耀幻想曲（人物設定、監修）

## 外部連結
- 琴慈的pixiv （日語）
- 琴慈的X（前Twitter） （日語）